# 最多本塁打 (MLB)
最多本塁打（さいたほんるいだ、Home run Champion）は、メジャーリーグベースボールにおける個人打撃タイトルの一つ。本塁打王（ほんるいだおう）、ホームラン王（ホームランおう）ともいう。

## 概説
レギュラーシーズン1年間を通じて放った本塁打の本数が最も多い選手に与えられる。アメリカンリーグ、ナショナルリーグの各リーグ毎に選出される。

## 20世紀以降歴代本塁打王
| 年     | アメリカンリーグ                   | アメリカンリーグ                                           | アメリカンリーグ | ナショナルリーグ                 | ナショナルリーグ               | ナショナルリーグ |
| 年     | 選手名                             | 所属球団                                                   | 本数             | 選手名                           | 所属球団                       | 本数             |
| ------ | ---------------------------------- | ---------------------------------------------------------- | ---------------- | -------------------------------- | ------------------------------ | ---------------- |
| 1901年 | ナップ・ラジョイ                   | フィラデルフィア・アスレチックス                           | 14               | サム・クロフォード(1)            | シンシナティ・レッズ           | 16               |
| 1902年 | ソックス・セイボールド             | フィラデルフィア・アスレチックス                           | 16               | トミー・リーチ                   | ピッツバーグ・パイレーツ       | 6                |
| 1903年 | バック・フリーマン                 | ボストン・アメリカンズ                                     | 13               | ジミー・シェッカード             | ブルックリン・スーパーバス     | 9                |
| 1904年 | ハリー・デービス(1)                | フィラデルフィア・アスレチックス                           | 10               | ハリー・ラムリー                 | ブルックリン・スーパーバス     | 9                |
| 1905年 | ハリー・デービス(2)                | フィラデルフィア・アスレチックス                           | 8                | フレッド・オドウェル             | シンシナティ・レッズ           | 9                |
| 1906年 | ハリー・デービス(3)                | フィラデルフィア・アスレチックス                           | 12               | ティム・ジョーダン(1)            | ブルックリン・スーパーバス     | 12               |
| 1907年 | ハリー・デービス(4)                | フィラデルフィア・アスレチックス                           | 8                | デーブ・ブレイン                 | ボストン・ダブズ               | 10               |
| 1908年 | サム・クロフォード(2)              | デトロイト・タイガース                                     | 7                | ティム・ジョーダン(2)            | ブルックリン・スーパーバス     | 12               |
| 1909年 | タイ・カッブ                       | デトロイト・タイガース                                     | 9                | レッド・マレー                   | ニューヨーク・ジャイアンツ     | 7                |
| 1910年 | ジェイク・スタール                 | ボストン・レッドソックス                                   | 10               | フランク・シュルト(1)            | シカゴ・カブス                 | 10               |
| 1910年 | ジェイク・スタール                 | ボストン・レッドソックス                                   | 10               | フレッド・ベック                 | ボストン・ダブズ               | 10               |
| 1911年 | フランク・ベイカー(1)              | フィラデルフィア・アスレチックス                           | 11               | フランク・シュルト(2)            | シカゴ・カブス                 | 21               |
| 1912年 | フランク・ベイカー(2)              | フィラデルフィア・アスレチックス                           | 10               | ヘイニー・ジマーマン             | シカゴ・カブス                 | 14               |
| 1912年 | トリス・スピーカー                 | ボストン・レッドソックス                                   | 10               | ヘイニー・ジマーマン             | シカゴ・カブス                 | 14               |
| 1913年 | フランク・ベイカー(3)              | フィラデルフィア・アスレチックス                           | 12               | ギャビー・クラバス(1)            | フィラデルフィア・フィリーズ   | 19               |
| 1914年 | フランク・ベイカー(4)              | フィラデルフィア・アスレチックス                           | 9                | ギャビー・クラバス(2)            | フィラデルフィア・フィリーズ   | 19               |
| 1915年 | ブラッゴ・ロス                     | シカゴ・ホワイトソックス →クリーブランド・インディアンス   | 7                | ギャビー・クラバス(3)            | フィラデルフィア・フィリーズ   | 24               |
| 1916年 | ウォーリー・ピップ(1)              | ニューヨーク・ヤンキース                                   | 12               | デーブ・ロバートソン(1)          | ニューヨーク・ジャイアンツ     | 12               |
| 1916年 | ウォーリー・ピップ(1)              | ニューヨーク・ヤンキース                                   | 12               | サイ・ウィリアムズ(1)            | シカゴ・カブス                 | 12               |
| 1917年 | ウォーリー・ピップ(2)              | ニューヨーク・ヤンキース                                   | 9                | デーブ・ロバートソン(2)          | ニューヨーク・ジャイアンツ     | 12               |
| 1917年 | ウォーリー・ピップ(2)              | ニューヨーク・ヤンキース                                   | 9                | ギャビー・クラバス(4)            | フィラデルフィア・フィリーズ   | 12               |
| 1918年 | ベーブ・ルース(1)                  | ボストン・レッドソックス                                   | 11               | ギャビー・クラバス(5)            | フィラデルフィア・フィリーズ   | 8                |
| 1918年 | ティリー・ウォーカー               | フィラデルフィア・アスレチックス                           | 11               | ギャビー・クラバス(5)            | フィラデルフィア・フィリーズ   | 8                |
| 1919年 | ベーブ・ルース(2)                  | ボストン・レッドソックス                                   | 29               | ギャビー・クラバス(6)            | フィラデルフィア・フィリーズ   | 12               |
| 1920年 | ベーブ・ルース(3)                  | ニューヨーク・ヤンキース                                   | 54               | サイ・ウィリアムズ(2)            | フィラデルフィア・フィリーズ   | 15               |
| 1921年 | ベーブ・ルース(4)                  | ニューヨーク・ヤンキース                                   | 59               | ジョージ・ケリー                 | ニューヨーク・ジャイアンツ     | 23               |
| 1922年 | ケン・ウィリアムズ                 | セントルイス・ブラウンズ                                   | 37               | ロジャース・ホーンスビー(1)      | セントルイス・カージナルス     | 42               |
| 1923年 | ベーブ・ルース(5)                  | ニューヨーク・ヤンキース                                   | 41               | サイ・ウィリアムズ(3)            | フィラデルフィア・フィリーズ   | 41               |
| 1924年 | ベーブ・ルース(6)                  | ニューヨーク・ヤンキース                                   | 46               | ジャック・フォーニアー           | ブルックリン・ロビンス         | 27               |
| 1925年 | ボブ・ミューゼル                   | ニューヨーク・ヤンキース                                   | 33               | ロジャース・ホーンスビー(2)      | セントルイス・カージナルス     | 39               |
| 1926年 | ベーブ・ルース(7)                  | ニューヨーク・ヤンキース                                   | 47               | ハック・ウィルソン(1)            | シカゴ・カブス                 | 21               |
| 1927年 | ベーブ・ルース(8)                  | ニューヨーク・ヤンキース                                   | 60               | ハック・ウィルソン(2)            | シカゴ・カブス                 | 30               |
| 1927年 | ベーブ・ルース(8)                  | ニューヨーク・ヤンキース                                   | 60               | サイ・ウィリアムズ(4)            | フィラデルフィア・フィリーズ   | 30               |
| 1928年 | ベーブ・ルース(9)                  | ニューヨーク・ヤンキース                                   | 54               | ハック・ウィルソン(3)            | シカゴ・カブス                 | 31               |
| 1928年 | ベーブ・ルース(9)                  | ニューヨーク・ヤンキース                                   | 54               | ジム・ボトムリー                 | セントルイス・カージナルス     | 31               |
| 1929年 | ベーブ・ルース(10)                 | ニューヨーク・ヤンキース                                   | 46               | チャック・クライン(1)            | フィラデルフィア・フィリーズ   | 43               |
| 1930年 | ベーブ・ルース(11)                 | ニューヨーク・ヤンキース                                   | 49               | ハック・ウィルソン(4)            | シカゴ・カブス                 | 56               |
| 1931年 | ベーブ・ルース(12)                 | ニューヨーク・ヤンキース                                   | 46               | チャック・クライン(2)            | フィラデルフィア・フィリーズ   | 31               |
| 1931年 | ルー・ゲーリッグ(1)                | ニューヨーク・ヤンキース                                   | 46               | チャック・クライン(2)            | フィラデルフィア・フィリーズ   | 31               |
| 1932年 | ジミー・フォックス(1)              | フィラデルフィア・アスレチックス                           | 58               | チャック・クライン(3)            | フィラデルフィア・フィリーズ   | 38               |
| 1932年 | ジミー・フォックス(1)              | フィラデルフィア・アスレチックス                           | 58               | メル・オット(1)                  | ニューヨーク・ジャイアンツ     | 38               |
| 1933年 | ジミー・フォックス(2)              | フィラデルフィア・アスレチックス                           | 48               | チャック・クライン(4)            | フィラデルフィア・フィリーズ   | 28               |
| 1934年 | ルー・ゲーリッグ(2)                | ニューヨーク・ヤンキース                                   | 49               | メル・オット(2)                  | ニューヨーク・ジャイアンツ     | 35               |
| 1934年 | ルー・ゲーリッグ(2)                | ニューヨーク・ヤンキース                                   | 49               | リッパー・コリンズ               | セントルイス・カージナルス     | 35               |
| 1935年 | ジミー・フォックス(3)              | フィラデルフィア・アスレチックス                           | 36               | ウォーリー・バーガー             | ボストン・ブレーブス           | 34               |
| 1935年 | ハンク・グリーンバーグ(1)          | デトロイト・タイガース                                     | 36               | ウォーリー・バーガー             | ボストン・ブレーブス           | 34               |
| 1936年 | ルー・ゲーリッグ(3)                | ニューヨーク・ヤンキース                                   | 49               | メル・オット(3)                  | ニューヨーク・ジャイアンツ     | 33               |
| 1937年 | ジョー・ディマジオ(1)              | ニューヨーク・ヤンキース                                   | 46               | メル・オット(4)                  | ニューヨーク・ジャイアンツ     | 31               |
| 1937年 | ジョー・ディマジオ(1)              | ニューヨーク・ヤンキース                                   | 46               | ジョー・メドウィック             | セントルイス・カージナルス     | 31               |
| 1938年 | ハンク・グリーンバーグ(2)          | デトロイト・タイガース                                     | 58               | メル・オット(5)                  | サンフランシスコ・ジャイアンツ | 36               |
| 1939年 | ジミー・フォックス(4)              | ボストン・レッドソックス                                   | 35               | ジョニー・マイズ(1)              | セントルイス・カージナルス     | 28               |
| 1940年 | ハンク・グリーンバーグ(3)          | デトロイト・タイガース                                     | 41               | ジョニー・マイズ(2)              | セントルイス・カージナルス     | 43               |
| 1941年 | テッド・ウィリアムズ(1)            | ボストン・レッドソックス                                   | 37               | ドルフ・カミリ                   | ブルックリン・ドジャース       | 34               |
| 1942年 | テッド・ウィリアムズ(2)            | ボストン・レッドソックス                                   | 36               | メル・オット(6)                  | ニューヨーク・ジャイアンツ     | 30               |
| 1943年 | ルディ・ヨーク                     | デトロイト・タイガース                                     | 34               | ビル・ニコルソン(1)              | シカゴ・カブス                 | 29               |
| 1944年 | ニック・エッテン                   | ニューヨーク・ヤンキース                                   | 22               | ビル・ニコルソン(2)              | シカゴ・カブス                 | 33               |
| 1945年 | バーン・スティーブンス             | セントルイス・ブラウンズ                                   | 24               | トミー・ホームズ                 | ボストン・ブレーブス           | 28               |
| 1946年 | ハンク・グリーンバーグ(4)          | デトロイト・タイガース                                     | 44               | ラルフ・カイナー(1)              | ピッツバーグ・パイレーツ       | 23               |
| 1947年 | テッド・ウィリアムズ(3)            | ボストン・レッドソックス                                   | 32               | ラルフ・カイナー(2)              | ピッツバーグ・パイレーツ       | 51               |
| 1947年 | テッド・ウィリアムズ(3)            | ボストン・レッドソックス                                   | 32               | ジョニー・マイズ(3)              | ニューヨーク・ジャイアンツ     | 51               |
| 1948年 | ジョー・ディマジオ(2)              | ニューヨーク・ヤンキース                                   | 39               | ラルフ・カイナー(3)              | ピッツバーグ・パイレーツ       | 40               |
| 1948年 | ジョー・ディマジオ(2)              | ニューヨーク・ヤンキース                                   | 39               | ジョニー・マイズ(4)              | ニューヨーク・ジャイアンツ     | 40               |
| 1949年 | テッド・ウィリアムズ(4)            | ボストン・レッドソックス                                   | 43               | ラルフ・カイナー(4)              | ピッツバーグ・パイレーツ       | 54               |
| 1950年 | アル・ローゼン(1)                  | クリーブランド・インディアンス                             | 37               | ラルフ・カイナー(5)              | ピッツバーグ・パイレーツ       | 47               |
| 1951年 | ガス・ザーニアル                   | シカゴ・ホワイトソックス →フィラデルフィア・アスレチックス | 33               | ラルフ・カイナー(6)              | ピッツバーグ・パイレーツ       | 42               |
| 1952年 | ラリー・ドビー(1)                  | クリーブランド・インディアンス                             | 32               | ラルフ・カイナー(7)              | ピッツバーグ・パイレーツ       | 37               |
| 1952年 | ラリー・ドビー(1)                  | クリーブランド・インディアンス                             | 32               | ハンク・サウアー                 | シカゴ・カブス                 | 37               |
| 1953年 | アル・ローゼン(2)                  | クリーブランド・インディアンス                             | 43               | エディ・マシューズ(1)            | ミルウォーキー・ブレーブス     | 47               |
| 1954年 | ラリー・ドビー(2)                  | クリーブランド・インディアンス                             | 32               | テッド・クルズースキー           | シンシナティ・レッズ           | 49               |
| 1955年 | ミッキー・マントル(1)              | ニューヨーク・ヤンキース                                   | 37               | ウィリー・メイズ(1)              | ニューヨーク・ジャイアンツ     | 51               |
| 1956年 | ミッキー・マントル(2)              | ニューヨーク・ヤンキース                                   | 52               | デューク・スナイダー             | ブルックリン・ドジャース       | 43               |
| 1957年 | ロイ・シーバース                   | ワシントン・セネタース                                     | 42               | ハンク・アーロン(1)              | ミルウォーキー・ブレーブス     | 44               |
| 1958年 | ミッキー・マントル(3)              | ニューヨーク・ヤンキース                                   | 42               | アーニー・バンクス(1)            | シカゴ・カブス                 | 47               |
| 1959年 | ハーモン・キルブルー(1)            | ワシントン・セネタース                                     | 42               | エディ・マシューズ(2)            | ミルウォーキー・ブレーブス     | 46               |
| 1959年 | ロッキー・コラビト                 | クリーブランド・インディアンス                             | 42               | エディ・マシューズ(2)            | ミルウォーキー・ブレーブス     | 46               |
| 1960年 | ミッキー・マントル(4)              | ニューヨーク・ヤンキース                                   | 40               | アーニー・バンクス(2)            | シカゴ・カブス                 | 41               |
| 1961年 | ロジャー・マリス                   | ニューヨーク・ヤンキース                                   | 61               | オーランド・セペダ               | サンフランシスコ・ジャイアンツ | 46               |
| 1962年 | ハーモン・キルブルー(2)            | ミネソタ・ツインズ                                         | 48               | ウィリー・メイズ(2)              | サンフランシスコ・ジャイアンツ | 49               |
| 1963年 | ハーモン・キルブルー(3)            | ミネソタ・ツインズ                                         | 45               | ハンク・アーロン(2)              | ミルウォーキー・ブレーブス     | 44               |
| 1963年 | ハーモン・キルブルー(3)            | ミネソタ・ツインズ                                         | 45               | ウィリー・マッコビー(1)          | サンフランシスコ・ジャイアンツ | 44               |
| 1964年 | ハーモン・キルブルー(4)            | ミネソタ・ツインズ                                         | 49               | ウィリー・メイズ(3)              | サンフランシスコ・ジャイアンツ | 47               |
| 1965年 | トニー・コニグリアロ               | ボストン・レッドソックス                                   | 32               | ウィリー・メイズ(4)              | サンフランシスコ・ジャイアンツ | 52               |
| 1966年 | フランク・ロビンソン               | ボルチモア・オリオールズ                                   | 49               | ハンク・アーロン(3)              | アトランタ・ブレーブス         | 44               |
| 1967年 | ハーモン・キルブルー(5)            | ミネソタ・ツインズ                                         | 44               | ハンク・アーロン(4)              | アトランタ・ブレーブス         | 39               |
| 1967年 | カール・ヤストレムスキー           | ボストン・レッドソックス                                   | 44               | ハンク・アーロン(4)              | アトランタ・ブレーブス         | 39               |
| 1968年 | フランク・ハワード(1)              | ワシントン・セネタース                                     | 44               | ウィリー・マッコビー(2)          | サンフランシスコ・ジャイアンツ | 36               |
| 1969年 | ハーモン・キルブルー(6)            | ミネソタ・ツインズ                                         | 49               | ウィリー・マッコビー(3)          | サンフランシスコ・ジャイアンツ | 45               |
| 1970年 | フランク・ハワード(2)              | ワシントン・セネタース                                     | 44               | ジョニー・ベンチ(1)              | シンシナティ・レッズ           | 45               |
| 1971年 | ビル・メルトン                     | シカゴ・ホワイトソックス                                   | 33               | ウィリー・スタージェル(1)        | ピッツバーグ・パイレーツ       | 48               |
| 1972年 | ディック・アレン(1)                | シカゴ・ホワイトソックス                                   | 37               | ジョニー・ベンチ(2)              | シンシナティ・レッズ           | 40               |
| 1973年 | レジー・ジャクソン(1)              | オークランド・アスレチックス                               | 32               | ウィリー・スタージェル(2)        | ピッツバーグ・パイレーツ       | 44               |
| 1974年 | ディック・アレン(2)                | シカゴ・ホワイトソックス                                   | 32               | マイク・シュミット(1)            | フィラデルフィア・フィリーズ   | 36               |
| 1975年 | レジー・ジャクソン(2)              | オークランド・アスレチックス                               | 36               | マイク・シュミット(2)            | フィラデルフィア・フィリーズ   | 38               |
| 1975年 | ジョージ・スコット                 | ミルウォーキー・ブルワーズ                                 | 36               | マイク・シュミット(2)            | フィラデルフィア・フィリーズ   | 38               |
| 1976年 | グレイグ・ネトルズ                 | ニューヨーク・ヤンキース                                   | 32               | マイク・シュミット(3)            | フィラデルフィア・フィリーズ   | 38               |
| 1977年 | ジム・ライス(1)                    | ボストン・レッドソックス                                   | 39               | ジョージ・フォスター(1)          | シンシナティ・レッズ           | 52               |
| 1978年 | ジム・ライス(2)                    | ボストン・レッドソックス                                   | 46               | ジョージ・フォスター(2)          | シンシナティ・レッズ           | 40               |
| 1979年 | ゴーマン・トーマス                 | ミルウォーキー・ブルワーズ                                 | 45               | デーブ・キングマン(1)            | シカゴ・カブス                 | 48               |
| 1980年 | レジー・ジャクソン(3)              | ニューヨーク・ヤンキース                                   | 41               | マイク・シュミット(4)            | フィラデルフィア・フィリーズ   | 48               |
| 1980年 | ベン・オグリビー                   | ミルウォーキー・ブルワーズ                                 | 41               | マイク・シュミット(4)            | フィラデルフィア・フィリーズ   | 48               |
| 1981年 | エディ・マレー                     | ボルチモア・オリオールズ                                   | 22               | マイク・シュミット(5)            | フィラデルフィア・フィリーズ   | 31               |
| 1981年 | トニー・アーマス(1)                | オークランド・アスレチックス                               | 22               | マイク・シュミット(5)            | フィラデルフィア・フィリーズ   | 31               |
| 1981年 | ドワイト・エバンス                 | ボストン・レッドソックス                                   | 22               | マイク・シュミット(5)            | フィラデルフィア・フィリーズ   | 31               |
| 1981年 | ボビー・グリッチ                   | カリフォルニア・エンゼルス                                 | 22               | マイク・シュミット(5)            | フィラデルフィア・フィリーズ   | 31               |
| 1982年 | レジー・ジャクソン(4)              | カリフォルニア・エンゼルス                                 | 39               | デーブ・キングマン(2)            | ニューヨーク・メッツ           | 37               |
| 1982年 | ゴーマン・トーマス                 | ミルウォーキー・ブルワーズ                                 | 39               | デーブ・キングマン(2)            | ニューヨーク・メッツ           | 37               |
| 1983年 | ジム・ライス(3)                    | ボストン・レッドソックス                                   | 39               | マイク・シュミット(6)            | フィラデルフィア・フィリーズ   | 40               |
| 1984年 | トニー・アーマス(2)                | ボストン・レッドソックス                                   | 43               | マイク・シュミット(7)            | フィラデルフィア・フィリーズ   | 36               |
| 1984年 | トニー・アーマス(2)                | ボストン・レッドソックス                                   | 43               | デール・マーフィー(1)            | アトランタ・ブレーブス         | 36               |
| 1985年 | ダレル・エバンス                   | デトロイト・タイガース                                     | 40               | デール・マーフィー(2)            | アトランタ・ブレーブス         | 37               |
| 1986年 | ジェシー・バーフィールド           | トロント・ブルージェイズ                                   | 40               | マイク・シュミット(8)            | フィラデルフィア・フィリーズ   | 37               |
| 1987年 | マーク・マグワイア(1)              | オークランド・アスレチックス                               | 49               | アンドレ・ドーソン               | シカゴ・カブス                 | 49               |
| 1988年 | ホセ・カンセコ(1)                  | オークランド・アスレチックス                               | 42               | ダリル・ストロベリー             | ニューヨーク・メッツ           | 39               |
| 1989年 | フレッド・マグリフ(1)              | トロント・ブルージェイズ                                   | 36               | ケビン・ミッチェル               | サンフランシスコ・ジャイアンツ | 47               |
| 1990年 | セシル・フィルダー(1)              | デトロイト・タイガース                                     | 51               | ライン・サンドバーグ             | シカゴ・カブス                 | 40               |
| 1991年 | セシル・フィルダー(2)              | デトロイト・タイガース                                     | 44               | ハワード・ジョンソン             | ニューヨーク・メッツ           | 38               |
| 1991年 | ホセ・カンセコ(2)                  | オークランド・アスレチックス                               | 44               | ハワード・ジョンソン             | ニューヨーク・メッツ           | 38               |
| 1992年 | フアン・ゴンザレス(1)              | テキサス・レンジャーズ                                     | 43               | フレッド・マグリフ(2)            | サンディエゴ・パドレス         | 35               |
| 1993年 | フアン・ゴンザレス(2)              | テキサス・レンジャーズ                                     | 46               | バリー・ボンズ(1)                | サンフランシスコ・ジャイアンツ | 46               |
| 1994年 | ケン・グリフィー・ジュニア(1)      | シアトル・マリナーズ                                       | 40               | マット・ウィリアムズ             | サンフランシスコ・ジャイアンツ | 43               |
| 1995年 | アルバート・ベル                   | クリーブランド・インディアンス                             | 50               | ダンテ・ビシェット               | コロラド・ロッキーズ           | 40               |
| 1996年 | マーク・マグワイア(2)              | オークランド・アスレチックス                               | 52               | アンドレス・ガララーガ           | コロラド・ロッキーズ           | 47               |
| 1997年 | ケン・グリフィー・ジュニア(2)      | シアトル・マリナーズ                                       | 56               | ラリー・ウォーカー               | コロラド・ロッキーズ           | 49               |
| 1998年 | ケン・グリフィー・ジュニア(3)      | シアトル・マリナーズ                                       | 56               | マーク・マグワイア(3)            | セントルイス・カージナルス     | 70               |
| 1999年 | ケン・グリフィー・ジュニア(4)      | シアトル・マリナーズ                                       | 48               | マーク・マグワイア(4)            | セントルイス・カージナルス     | 65               |
| 2000年 | トロイ・グロース                   | アナハイム・エンゼルス                                     | 47               | サミー・ソーサ(1)                | シカゴ・カブス                 | 50               |
| 2001年 | アレックス・ロドリゲス(1)          | テキサス・レンジャーズ                                     | 52               | バリー・ボンズ(2)                | サンフランシスコ・ジャイアンツ | 73               |
| 2002年 | アレックス・ロドリゲス(2)          | テキサス・レンジャーズ                                     | 57               | サミー・ソーサ(2)                | シカゴ・カブス                 | 49               |
| 2003年 | アレックス・ロドリゲス(3)          | テキサス・レンジャーズ                                     | 47               | ジム・トーミ                     | フィラデルフィア・フィリーズ   | 47               |
| 2004年 | マニー・ラミレス                   | ボストン・レッドソックス                                   | 43               | エイドリアン・ベルトレ           | ロサンゼルス・ドジャース       | 48               |
| 2005年 | アレックス・ロドリゲス(4)          | ニューヨーク・ヤンキース                                   | 48               | アンドリュー・ジョーンズ         | アトランタ・ブレーブス         | 51               |
| 2006年 | デビッド・オルティーズ             | ボストン・レッドソックス                                   | 54               | ライアン・ハワード(1)            | フィラデルフィア・フィリーズ   | 58               |
| 2007年 | アレックス・ロドリゲス(5)          | ニューヨーク・ヤンキース                                   | 54               | プリンス・フィルダー             | ミルウォーキー・ブルワーズ     | 50               |
| 2008年 | ミゲル・カブレラ(1)                | デトロイト・タイガース                                     | 37               | ライアン・ハワード(2)            | フィラデルフィア・フィリーズ   | 48               |
| 2009年 | マーク・テシェイラ                 | ニューヨーク・ヤンキース                                   | 39               | アルバート・プホルス(1)          | セントルイス・カージナルス     | 47               |
| 2009年 | カルロス・ペーニャ                 | タンパベイ・レイズ                                         | 39               | アルバート・プホルス(1)          | セントルイス・カージナルス     | 47               |
| 2010年 | ホセ・バティスタ(1)                | トロント・ブルージェイズ                                   | 54               | アルバート・プホルス(2)          | セントルイス・カージナルス     | 42               |
| 2011年 | ホセ・バティスタ(2)                | トロント・ブルージェイズ                                   | 43               | マット・ケンプ                   | ロサンゼルス・ドジャース       | 39               |
| 2012年 | ミゲル・カブレラ(2)                | デトロイト・タイガース                                     | 44               | ライアン・ブラウン               | ミルウォーキー・ブルワーズ     | 41               |
| 2013年 | クリス・デービス(1)                | ボルチモア・オリオールズ                                   | 53               | ペドロ・アルバレス               | ピッツバーグ・パイレーツ       | 36               |
| 2013年 | クリス・デービス(1)                | ボルチモア・オリオールズ                                   | 53               | ポール・ゴールドシュミット       | アリゾナ・ダイヤモンドバックス | 36               |
| 2014年 | ネルソン・クルーズ                 | ボルチモア・オリオールズ                                   | 40               | ジャンカルロ・スタントン(1)      | マイアミ・マーリンズ           | 37               |
| 2015年 | クリス・デービス(2)                | ボルチモア・オリオールズ                                   | 47               | ノーラン・アレナド(1)            | コロラド・ロッキーズ           | 42               |
| 2015年 | クリス・デービス(2)                | ボルチモア・オリオールズ                                   | 47               | ブライス・ハーパー               | ワシントン・ナショナルズ       | 42               |
| 2016年 | マーク・トランボ                   | ボルチモア・オリオールズ                                   | 47               | ノーラン・アレナド(2)            | コロラド・ロッキーズ           | 41               |
| 2016年 | マーク・トランボ                   | ボルチモア・オリオールズ                                   | 47               | クリス・カーター                 | ミルウォーキー・ブルワーズ     | 41               |
| 2017年 | アーロン・ジャッジ(1)              | ニューヨーク・ヤンキース                                   | 52               | ジャンカルロ・スタントン(2)      | マイアミ・マーリンズ           | 59               |
| 2018年 | クリス・デービス                   | オークランド・アスレチックス                               | 48               | ノーラン・アレナド(3)            | コロラド・ロッキーズ           | 38               |
| 2019年 | ホルヘ・ソレア                     | カンザスシティ・ロイヤルズ                                 | 48               | ピート・アロンソ                 | ニューヨーク・メッツ           | 53               |
| 2020年 | ルーク・ボイト                     | ニューヨーク・ヤンキース                                   | 22               | マーセル・オズナ                 | アトランタ・ブレーブス         | 18               |
| 2021年 | サルバドール・ペレス               | カンザスシティ・ロイヤルズ                                 | 48               | フェルナンド・タティス・ジュニア | サンディエゴ・パドレス         | 42               |
| 2021年 | ブラディミール・ゲレーロ・ジュニア | トロント・ブルージェイズ                                   | 48               | フェルナンド・タティス・ジュニア | サンディエゴ・パドレス         | 42               |
| 2022年 | アーロン・ジャッジ(2)              | ニューヨーク・ヤンキース                                   | 62               | カイル・シュワーバー             | フィラデルフィア・フィリーズ   | 46               |
| 2023年 | 大谷翔平(1)                        | ロサンゼルス・エンゼルス                                   | 44               | マット・オルソン                 | アトランタ・ブレーブス         | 54               |
| 2024年 | アーロン・ジャッジ(3)              | ニューヨーク・ヤンキース                                   | 58               | 大谷翔平(2)                      | ロサンゼルス・ドジャース       | 54               |

- 太字はリーグ記録
- 2020年は60試合の短縮シーズン

## 19世紀のナショナル・リーグ本塁打王
| 年     | 選手名                   | 本数 | 所属球団                                          |
| ------ | ------------------------ | ---- | ------------------------------------------------- |
| 1876年 | ジョージ・ホール         | 5    | フィラデルフィア・アスレチックス                  |
| 1877年 | リップ・パイク           | 4    | シンシナティ・レッズ                              |
| 1878年 | ポール・ハインズ         | 4    | プロビデンス・グレイズ                            |
| 1879年 | チャーレイ・ジョーンズ   | 9    | ボストン・レッドキャップス                        |
| 1880年 | ハリー・ストービー       | 6    | ウースター・ルビーレッグス                        |
| 1880年 | ジム・オルーク           | 6    | ボストン・レッドキャップス                        |
| 1881年 | ダン・ブローザース(1)    | 8    | バッファロー・バイソンズ                          |
| 1882年 | ジョージ・ウッド         | 7    | デトロイト・ウルバリンズ                          |
| 1883年 | バック・ユーイング       | 10   | ニューヨーク・ジャイアンツ                        |
| 1884年 | ネッド・ウィリアムソン   | 27   | シカゴ・ホワイトストッキングス                    |
| 1885年 | アブナー・ダルリンプル   | 11   | シカゴ・ホワイトストッキングス                    |
| 1886年 | ダン・ブローザース(2)    | 11   | デトロイト・ウルバリンズ                          |
| 1886年 | ハーディ・リチャードソン | 11   | デトロイト・ウルバリンズ                          |
| 1887年 | ビリー・オブライエン     | 19   | ワシントン・ナショナルズ                          |
| 1888年 | ジミー・ライアン         | 16   | シカゴ・ホワイトストッキングス                    |
| 1889年 | サム・トンプソン(1)      | 20   | フィラデルフィア・クエイカーズ                    |
| 1890年 | オイスター・バーンズ     | 13   | ブルックリン・ブライドグルームス                  |
| 1890年 | マイク・ティアマン(1)    | 13   | ニューヨーク・ジャイアンツ                        |
| 1890年 | ウォルト・ウィルモット   | 13   | シカゴ・コルツ                                    |
| 1891年 | ハリー・ストービー       | 16   | ボストン・ビーンイーターズ                        |
| 1891年 | マイク・ティアマン(2)    | 16   | ニューヨーク・ジャイアンツ                        |
| 1892年 | バグ・ホリデー           | 13   | シンシナティ・レッズ                              |
| 1893年 | エド・デラハンティ(1)    | 19   | フィラデルフィア・フィリーズ                      |
| 1894年 | ヒュー・ダフィー(1)      | 18   | ボストン・ビーンイーターズ                        |
| 1895年 | サム・トンプソン(2)      | 18   | フィラデルフィア・フィリーズ                      |
| 1896年 | エド・デラハンティ(2)    | 13   | フィラデルフィア・フィリーズ                      |
| 1896年 | ビリー・ジョイス         | 13   | ワシントン・セネタース→ニューヨーク・ジャイアンツ |
| 1897年 | ヒュー・ダフィー(2)      | 11   | ボストン・ビーンイーターズ                        |
| 1898年 | ジミー・コリンズ         | 15   | ボストン・ビーンイーターズ                        |
| 1899年 | バック・フリーマン(1)    | 25   | ワシントン・セネタース                            |
| 1900年 | ハーマン・ロング         | 12   | ボストン・ビーンイーターズ                        |

## 他のメジャーリーグ本塁打王
| 年     | 選手名               | 本数 | 所属球団                             | リーグ                       |
| ------ | -------------------- | ---- | ------------------------------------ | ---------------------------- |
| 1882年 | オスカー・ウォーカー | 7    | セントルイス・ブラウンストッキングス | アメリカン・アソシエーション |
| 1883年 | ハリー・ストービー   | 14   | フィラデルフィア・アスレチックス     | アメリカン・アソシエーション |
| 1884年 | ジョン・ライリー     | 11   | シンシナティ・レッドストッキングス   | アメリカン・アソシエーション |
| 1884年 | フレッド・ダンラップ | 13   | セントルイス・マルーンズ             | ユニオン・アソシエーション   |
| 1885年 | ハリー・ストービー   | 13   | フィラデルフィア・アスレチックス     | アメリカン・アソシエーション |
| 1886年 | ビッド・マクフィー   | 8    | シンシナティ・レッドストッキングス   | アメリカン・アソシエーション |
| 1887年 | ティップ・オニール   | 14   | セントルイス・ブラウンズ             | アメリカン・アソシエーション |
| 1888年 | ジョン・ライリー     | 13   | シンシナティ・レッドストッキングス   | アメリカン・アソシエーション |
| 1889年 | ハリー・ストービー   | 19   | シンシナティ・レッドストッキングス   | アメリカン・アソシエーション |
| 1889年 | バグ・ホリデー       | 19   | フィラデルフィア・アスレチックス     | アメリカン・アソシエーション |
| 1890年 | カウント・コンパウ   | 9    | セントルイス・ブラウンズ             | アメリカン・アソシエーション |
| 1890年 | ロジャー・コナー     | 14   | ニューヨーク・ジャイアンツ           | プレイヤーズ・リーグ         |
| 1891年 | デューク・ファレル   | 12   | ボストン・レッズ                     | アメリカン・アソシエーション |
| 1914年 | ダッチ・ツヴィリング | 16   | シカゴ・ホエールズ                   | フェデラル・リーグ           |
| 1915年 | ハル・チェイス       | 17   | バッファロー・ブルース               | フェデラル・リーグ           |

## ナショナル・アソシエーション本塁打王
| 年     | 選手名                 | 本数 | 所属球団                         |
| ------ | ---------------------- | ---- | -------------------------------- |
| 1871年 | リーヴァイ・メイエール | 4    | フィラデルフィア・アスレチックス |
| 1871年 | リップ・パイク         | 4    | トロイ・ヘイメイカーズ           |
| 1871年 | フレッド・トレイシー   | 4    | シカゴ・ホワイトストッキングス   |
| 1872年 | リップ・パイク         | 7    | ボルチモア・カナリーズ           |
| 1873年 | リップ・パイク         | 4    | ボルチモア・カナリーズ           |
| 1874年 | ジム・オルーク         | 5    | ボストン・レッドストッキングス   |
| 1875年 | ジム・オルーク         | 6    | ボストン・レッドストッキングス   |

## メジャー記録
- 最多記録
  - 2001年 バリー・ボンズ 73本
    - 2022年 アーロン・ジャッジ 62本（アメリカンリーグ最多記録）

- 本塁打王最少記録
  - （19世紀近代野球以前） 1871年 リーヴァイ・メイエール、リップ・パイク、フレッド・トレイシー、1873年 リップ・パイク、1877年 リップ・パイク、1878年 ポール・ハインズ 4本
  - （20世紀近代野球以降） 1902年 トミー・リーチ 6本
  - （ライブボール時代以降） 1920年 サイ・ウィリアムズ 15本
    - 1944年 ニック・エッテン 22本（短縮シーズンを除いた、ライブボール時代以降のアメリカンリーグ最少記録）

※ 短縮シーズンの1981年・2020年を除く
- 両リーグ本塁打王
  - サム・クロフォード 1901年（ナショナルリーグ）、1908年（アメリカンリーグ）
  - フレッド・マグリフ 1989年（アメリカンリーグ）、1992年（ナショナルリーグ）
  - マーク・マグワイア 1987年・1996年（アメリカンリーグ）、1998年・1999年（ナショナルリーグ）
  - 大谷翔平 2023年(アメリカン・リーグ)、2024年（ナショナルリーグ）
    - その他、20世紀以降に複数球団で本塁打王を獲得した者にサイ・ウィリアムズ、ベーブ・ルース、ジミー・フォックス、ジョニー・マイズ、レジー・ジャクソン、デーブ・キングマン、トニー・アーマス・シニア、アレックス・ロドリゲス等
    - 「2年連続、2つのリーグで本塁打王」を獲得したのは大谷のみである。

### 受賞回数上位者
| 選手名                     | 回数 | 年                                                                                             |
| -------------------------- | ---- | ---------------------------------------------------------------------------------------------- |
| ベーブ・ルース             | 12   | 1918年、1919年、1920年、1921年、1923年、1924年、1926年、1927年、1928年、1929年、1930年、1931年 |
| マイク・シュミット         | 8    | 1974年、1975年、1976年、1980年、1981年、1983年、1984年、1986年                                 |
| ラルフ・カイナー           | 7    | 1946年、1947年、1948年、1949年、1950年、1951年、1952年                                         |
| ギャビー・クラバス         | 6    | 1913年、1914年、1915年、1917年、1918年、1919年                                                 |
| メル・オット               | 6    | 1932年、1934年、1936年、1937年、1938年、1942年                                                 |
| ハーモン・キルブルー       | 6    | 1959年、1962年、1963年、1964年、1967年、1969年                                                 |
| ハリー・ストービー         | 5    | 1880年、1883年、1885年、1889年、1891年                                                         |
| マーク・マグワイア         | 5    | 1987年、1996年、1997年、1998年、1999年                                                         |
| アレックス・ロドリゲス     | 5    | 2001年、2002年、2003年、2005年、2007年                                                         |
| ハリー・デービス           | 4    | 1904年、1905年、1906年、1907年                                                                 |
| フランク・ベイカー         | 4    | 1911年、1912年、1913年、1914年                                                                 |
| サイ・ウィリアムズ         | 4    | 1916年、1920年、1923年、1927年                                                                 |
| ハック・ウィルソン         | 4    | 1926年、1927年、1928年、1930年                                                                 |
| チャック・クライン         | 4    | 1929年、1931年、1932年、1933年                                                                 |
| ジミー・フォックス         | 4    | 1932年、1933年、1935年、1939年                                                                 |
| ハンク・グリーンバーグ     | 4    | 1935年、1938年、1940年、1946年                                                                 |
| ジョニー・マイズ           | 4    | 1939年、1940年、1947年、1948年                                                                 |
| テッド・ウィリアムズ       | 4    | 1941年、1942年、1947年、1949年                                                                 |
| ミッキー・マントル         | 4    | 1955年、1956年、1958年、1960年                                                                 |
| ウィリー・メイズ           | 4    | 1955年、1962年、1964年、1965年                                                                 |
| ハンク・アーロン           | 4    | 1957年、1963年、1966年、1967年                                                                 |
| レジー・ジャクソン         | 4    | 1973年、1975年、1980年、1982年                                                                 |
| ケン・グリフィー・ジュニア | 4    | 1994年、1997年、1998年、1999年                                                                 |